# Emma Trott
Pour les articles homonymes, voir Trott.
Emma Trott, née le 24 décembre 1989 à Welwyn Garden City, est une coureuse cycliste professionnelle anglaise.

## Biographie
Sa sœur cadette Laura est également coureuse et compte plusieurs titres olympiques et mondiaux sur piste.

## Palmarès sur route
- 2004
  - 3e du championnat de Grande-Bretagne cadettes
- 2006
  -  Championne de Grande-Bretagne juniors
- 2007
  - 3e du championnat de Grande-Bretagne juniors
- 2008
  - 3e du championnat de Grande-Bretagne espoirs
- 2009
  - Rás na mBan
  - 2e étape de Tour de Feminin - O cenu Ceskeho Svycarska
  - 1re et 2e étapes de Rás na mBan
- 2010
  - 3e de Gracia Orlová
- 2012
  - 3e du championnat de Grande-Bretagne du contre-la-montre
  - 9e du contre-la-montre par équipes aux championnats du monde
- 2013
  - 10e du contre-la-montre par équipes aux championnats du monde

### Grands tours

#### Tour d'Italie
1 participation
- 2013 : 77e

### Classements mondiaux
| Année                                 | 2009 | 2010 | 2011 | 2012 | 2013 |
| ------------------------------------- | ---- | ---- | ---- | ---- | ---- |
| Classement UCI                        | 164e | 81e  | nc   | 354e | 235e |
|                                       |      |      |      |      |      |
| Légende : nc = non classéSource : UCI |      |      |      |      |      |

## Palmarès sur piste
- 2006
  - 3e des championnats de Grande-Bretagne de l'omnium
- 2007
  - 3e des championnats de Grande-Bretagne de la poursuite juniors
- 2008
  - 2e des championnats de Grande-Bretagne de l'omnium
  - 2e des championnats de Grande-Bretagne de la poursuite
- 2010
  - 4e du Championnat d'Europe d'omnium
- 2011
  -  Championne d'Europe de scratch espoirs